# Albert Maksimov
Albert Maksimov (* 26. März 1963) ist ein ukrainischer Mundharmonikaspieler und Vorsitzender der Ukraine Harmonica Association sowie Leiter des Harmonika Seminars an der des Mundharmonikavereins in Kiew.

## Leben
Nach seiner Militärdienst absolvierte Maksimov ein Studium an der Medizinischen Fakultät der Universität Kiew. Er gab seine Arbeit Arzt jedoch auf, um sich ganz dem Mundharmonikaspiel widmen zu können.
Er spielt eine Mundharmonika des Unternehmens C. A. Seydel Söhne und ist bekannt für seine Jazzstücke.

## Diskografie
- 2006, Not Only Jazz, Rostok Records